# Онігбогі
Онігбогі (сер. XV ст.) — 7-й алаафін (володар) держави Ойо. За його панування держава занепала.

## Життєпис
Син алаафіна Олуасо та жриці іфа Аруїгби з міста-держави Ота. Після батька посів трон, зробивши мати головним радником. Остання намагалася зробити культ Іфа провідний в Ойо, проте наштовхнулося на опір місцевої знаті та жрецтва. тому вимушена була повернутися до Оти.
Згодом вів війну проти держави Нупе, що на північному сході. Зрештою зазнав поразки й мусив тікати зі столиці Іле-Ойо до області Боргу. За іншими відомостями потрапив у полон і був відправлений до тієї частини Боргу, де панувала Нупе. Трон отримав Офінран.